# Khieu Szamphan
Khieu Szamphan, álnevén Hem elvtárs (khmer nyelven: ខៀវ សំផន, Khiĕv Sâmphân; 1931. július 27. –) kambodzsai vörös khmer politikus, Pol Pot egyik bizalmasa, Demokratikus Kambodzsa egykori államfője.

## Pályafutásának kezdete
Khieu Szamphan khmer apától és kínai anyától született. Apja bíróként dolgozott. Középiskolai tanulmányait közepes eredménnyel végezte el Phnompenben. Később ösztöndíjjal előbb a franciaországi Montpellier-ben tanult, majd átiratkozott a párizsi Sorbonne egyetemre, ahol 1959-ben közgazdaságtanból és jogból doktorált. Disszertációját Kambodzsa gazdasági és ipari fejlesztéséről írta. Gazdasági téziseiben már akkor megjelent a vörös khmer uralom vezérgondolata, hogy a kambodzsai gazdaság csak akkor lehet autonóm, ha függetleníti magát a nemzetközi kereskedelemtől, és az ipari fejlődésnek csak a mezőgazdasági növekedés lehet az alapja. Ezért szükségesnek tartotta, hogy a társadalom „nem produktív” tagjai az agráriumban dolgozzanak. Más baloldali kambodzsaiakkal Párizsban, egy egyetemi diákkörben ismerkedett meg.
Hazaérkezése után először gimnáziumi tanárként dolgozott, majd jogi egyetemi professzornak nevezték ki. Odahaza francia nyelvű lapot alapított L'Observateur címmel, amelyben bírálta Norodom Szihanuk herceg kormányát. Lapja a Franciaországból hazatérő kommunisták orgánuma lett. 1959. október 9-én az egyik khmer nyelvű kommunista lap szerkesztőjét megtámadták az utcán, és az újságíró két nap múlva belehalt sebeibe. Khieu Szamphan szerkesztőségi cikkben ítélte el a merényletet. Radikális cikkei miatt a titkosrendőrség 1960. július 13-án fényes nappal megverette, majd meztelenre vetkőztette egy bandával az utcán. Lefotózták és a képeket Phnompenben terjesztették. Ezután titokban letartóztatták, újságját bezárták, a szerkesztőség több tagját őrizetbe vették. Khieu Szamphant két hónapig tartották fogva anélkül, hogy megvádolták volna. 1960. szeptember 21-én szabadult.
Az 1960-as évek elején Szihanuk kormánya határozottan Amerika-ellenes lett, és balra tolódott. Khieu Szamphan 1962-ben csatlakozott Norodom Szihanuk miniszterelnök pártjához, és parlamenti képviselő lett. Közgazdasági értekezései és parlamenti felszólalásai miatt Szihanuk ugyanebben az évben kereskedelmi miniszternek nevezte ki. A minisztériumban fellépett az akkor általános korrupció ellen, ezért a moszkovita gúnynevet kapta kollégáitól. A miniszterelnök fél év múlva menesztette. Khieu Szamphan visszatért az egyetemre, és ismét ellenzéki nézeteket hangoztatott. 1966-ban újra képviselőnek választották, de egy 1967-es sikertelen kormányellenes parasztlázadás után Kínába kellett menekülnie. Távollétében halálra ítélték.

## Vörös khmer
Pekingben megismerkedett a maoizmus elméletével és gyakorlatával. 1970-ben, amikor Lon Nol megdöntötte Szihanuk uralmát, Khieu Szamphan csatlakozott a Kambodzsai Nemzeti Egységfronthoz, majd Norodom Szihanuk száműzetésben megalakuló nemzeti egységkormányának miniszterelnök-helyettese és védelmi minisztere lett 1975-ig. 1971-ben a Kambodzsai Népi Nemzeti Felszabadító Hadsereg főparancsnoka és tábornoka, 1973-ban a vörös khmerek fegyveres erőinek főparancsnoka lett. Miután a vörös khmerek 1975. április 17-én elfoglalták Phnompent, megkezdték az agrárkommunista állam felépítését: a városlakókat kitelepítették, és arra kényszerítették, hogy részt vegyenek a rizstermelésben.
1976. április 14-én az államtanács elnökévé, államfővé választották, és ő lett a Kambodzsai–vietnámi Baráti Társaság elnöke is. 1976 és 1979 között tevékeny részese volt a vörös khmerek kambodzsai rémuralmának, amelynek során csaknem kétmillió embert kivégeztek, illetve halálra éheztettek és dolgoztattak. A vietnámi csapatok 1979-ben megdöntötték a vörös khmerek uralmát, akik a thaiföldi határ melletti erdőségekben gerillaharcot folytattak. 1979 decemberében  Khieu Szamphant nevezték ki az akkor már nem létező Demokratikus Kambodzsa miniszterelnökévé, Pol Pot a hadsereg irányítója lett. Új programjuk a vietnámiak kiűzése lett.
1982-ben létrejött a három ellenzéki erő szövetsége. Khieu Szamphan a koalíciós kormányban a miniszterelnök-helyettesi és külügyminiszteri posztot kapta, és attól kezdve ő képviselte Kambodzsát a nemzetközi tárgyalásokon Párizsban. 1990. szeptember 10-én megalakult a Legfelsőbb Nemzeti Tanács, amelybe őt delegálták a vörös khmerek. Miután Pol Pot 1985-ben minden tisztségéről lemondott, Khieu Szamphan vette át a szervezet irányítását. Annak érdekében, hogy mozgalma valamelyest elfogadottabbá váljon, Khieu Szamphan liberális demokráciát, pluralizmust, piacgazdaságot hirdetett, és némi önkritikát gyakorolva "túlkapásoknak", "az emberi jogok megsértésének" nevezte a vörös khmerek által elkövetett tömegmészárlást. A béketárgyalások után, 1991. november 27-én Khieu Szamphan visszatért Phnompenbe, de néhány óra múlva a feldühödött tömeg megtámadta a villáját. A politikus kénytelen volt repülőn elhagyni az országot.
1993 szeptemberében az ENSZ által felügyelt választásokat tartottak Kambodzsában. Néhány hónap múlva sorozatos intézkedéseket hoztak a vörös khmerek ellen. Pol Pot 1998-ban meghalt, az év végén Khieu Szamphan a thaiföldi határ közelében, Pailin városánál megadta magát a kambodzsai kormányerőknek. A vörös khmerek mozgalma 1999-ben összeomlott. Khieu Szamphan ezután háborítatlanul élhetett a határvidéken 2007-ig.

## Bíróság előtt
A rendőrség 2007. november 19-én letartóztatta a politikust egy phnompeni kórházban, ahova öt nappal korábban szállították be agyvérzéssel. Ezután megkezdődött a pere a kambodzsai népirtást vizsgáló nemzetközi törvényszéken.
Khieu Szamphan L'histoire récente du Cambodge et mes prises de position (szabad fordításban: Kambodzsa legújabb kori története és az általam hozott döntések okai) címmel memoárkötet írt. Ebben azt állítja, hogy államfői pozíciója ceremoniális volt, valódi hatalommal nem rendelkezett, és az országban folyó szörnyűségekről nem tudott.
2011-ben emberiesség elleni bűncselekmény, azon belül az erőszakos kitelepítések miatt eljárás indult ellene. Khieu Szamphant és Nuon Cseát a rendkívüli törvényszék 2014. augusztus 7-én életfogytiglan börtönbüntetésre ítélte.
2014. július 30-án népirtás vádjával újabb per indult Khieu Szamphan és Nuon Csea, Pol Pot jobbkeze ellen. A bíróság az utóbbi perben a csam muzulmán kisebbség és a vietnámi lakosság tömeges mészárlásának, valamint a buddhista szerzetesek üldözésének ügyét vizsgálja. A becslések szerint a vörös khmer rezsim mintegy 20 ezer vietnámit és az akkor 700 ezres lélekszámú csam kisebbség 100-500 ezer tagját ölte meg. A per keretében kivizsgálták a diktatúra évei alatt elkövetett nemi erőszakokat és kényszerházasságokat is. 2018 novemberében népirtásban is bűnösnek mondták ki őket.